# Elaenia gigas
Elénia-de-cornichos ou guaracava-de-dorso-malhado (Elaenia gigas) é uma espécie de ave da família Tyrannidae.
Pode ser encontrada nos seguintes países: Bolívia, Colômbia, Equador e Peru.
Os seus habitats naturais são: matagal húmido tropical ou subtropical e florestas secundárias altamente degradadas.